# Congelador (banda)
Congelador es un grupo musical de rock chileno, fundado en Santiago, Chile, en 1996. Fundado originalmente por el trío conformado por Rodrigo Santis (voz y guitarra), Jorge Santis (batería) y Walter Roblero (bajo), actualmente cuenta en su alineación con Estefanía Romero-Cors (voz y teclado).
La banda es la fundadora de la compañía discográfica Quemasucabeza.

## Biografía

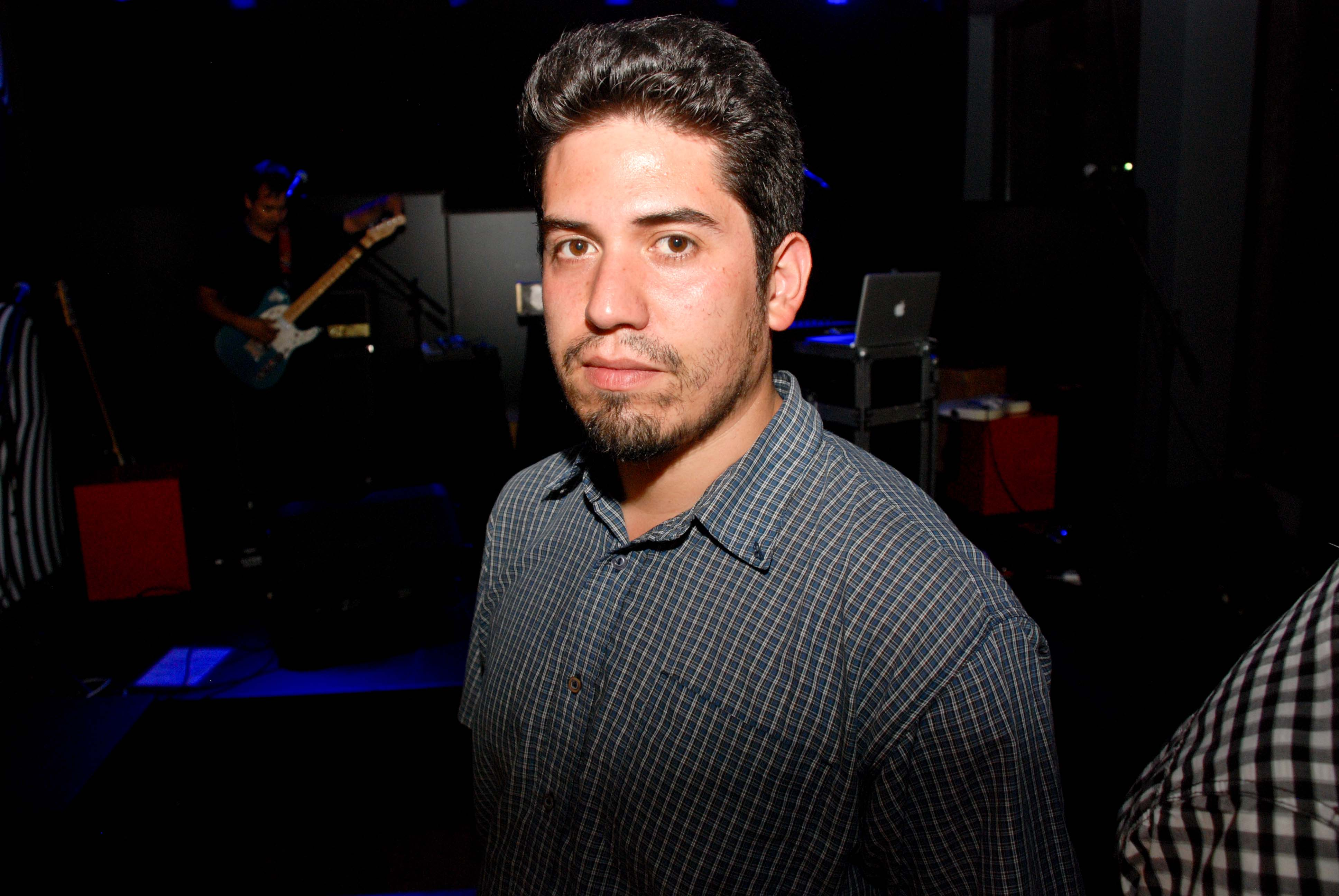
Rodrigo Santis, vocalista de la banda, 2011.

### Primeros años
Los antecedentes de la banda se remontan al fanzine Neutral, una publicación realizada por Rodrigo Santis y Walter Roblero, entonces compañeros del Instituto Nacional General José Miguel Carrera. La publicación lanzó en total tres números en sus tres años de existencia.
Posteriormente, en 1996 los hermanos Jorge y Rodrigo Santis, junto a Walter Roblero se agruparon bajo el nombre de Congelador.
El 27 de septiembre del mismo año, el grupo realizó su primera presentación en vivo –en la disquería Background– como teloneros del cantautor argentino Adrián Paoletti.
Su primera aparición discográfica fue en 1998, en el compilado musical Pulsos. Congelador aportó con dos canciones: "Tormenta eléctrica" y "Purificador".
En 1998 la banda publicó Congelador, su primer disco. Pese a la oferta de publicar su álbum homónimo bajo el sello Luna (de Cristián Heyne) o Combo Discos (de Pánico), finalmente la banda optó por fundar su propio sello independiente –Quemasucabeza– para la publicación del material. En 1999 se publicó Despertar. Con dos discos publicados, se presentaron como teloneros del grupo inglés Stereolab, el 19 de agosto de 2000 en el Teatro Providencia de Santiago.
La Radio Universidad de Chile compiló en 2000 el disco Perdidos en el Espacio, con sesiones en vivo del programa radial homónimo.
El 13 de julio de 2001 se lanzó oficialmente Iceberg, su tercer álbum de estudio, caracterizado por ser un disco totalmente instrumental. Quemasucabeza editó aproximadamente 100 ejemplares, dados los efectos de la crisis financiera asiática.

### Internacionalización
El 13 de noviembre de 2002 se presentó oficialmente Cuatro, una compilación de caras b de sus anteriores producciones. Además, el guitarrista Jorge Silva (miembro de Nhur) se integró a la banda. Durante el mismo año, el grupo publicó su primer videoclip –dirigido por el chileno Jorge Olguín– para el sencillo promocional "Volar con Dios".
Luego de negociaciones, Cuatro fue publicado en octubre de 2003 por el sello Astro Música. La edición digipack española no contó con los temas "Mario Gasc" y "Sácate los ojos", pero a cambio se incluyó una versión de "Shoot You Down" de Stones Roses, cantada por Joseph Costa de L'Altra. Con fines promocionales, la banda se presentó en Vigo, Santiago de Compostela, La Coruña, Valencia, Barcelona y Madrid, junto a La Habitación Roja.
Entre 2004 y comienzos de 2005 graban Cordillera, el entonces quinto álbum de estudio. Pese a que las grabaciones se completaron, el disco nunca fue editado ni lanzado.
En agosto de 2005 la banda participó en el compilado Panorama neutral, publicado por el sello Quemasucabeza.
Congelador se presentó en vivo el 1 de febrero de 2006 en el Centro Cultural Matucana 100, en el marco del I Encuentro Internacional de Música Actual (EIMA). Dicha presentación fue la última de la agrupación antes de entrar en un receso que duraría hasta fines del año 2008.
Durante diciembre de 2008 anunciaron su retorno, junto con la publicación de Abrigo, su quinto álbum de estudio, publicado mediante distribución digital. Si bien la idea era publicarlo además en formato físico, finalmente esto nunca ocurrió. Este álbum contó con la colaboración de Gepe como segundo baterista, quien además se presentó en vivo con la banda.

### Retorno
Tras un receso de aproximadamente dos años, el grupo anunció su retorno en julio de 2011, junto con la publicación de Damo Suzuki + Congelador, registro del concierto de improvisación realizado en junio de 2009 en el Cine Arte Normandie, en conjunto con el japonés Damo Suzuki.
Tras un receso de los escenarios, la banda nuevamente se presentó en vivo el 7 de julio de 2012 , en el marco del Ciclo Neutral de Invierno 2012 de su sello discográfico. La presentación contó con la presencia del guitarrista Felipe Ruz (miembro de Philipina Bitch) y la tecladista Estefanía Romero-Cors (quien colaboró con Walter Roblero en Dormitorio).
El 2 de marzo de 2013 se presentaron nuevamente en vivo en el Festival Neutral en el Centro Cultural Gabriela Mistral, repasando íntegramente su álbum debut.
La banda publicó Cajón, su sexto álbum de estudio, el 29 de noviembre de 2013, mediante distribución digital limitada a través del sitio web de Quemasucabeza. El álbum de ocho canciones fue grabado en octubre del mismo año en los estudio Raf, en el Cajón del Maipo. Además, la banda oficializó a Estefanía Romero-Cors como cuarto miembro estable. El 11 de marzo de 2014 se publicó el videoclip de su único sencillo promocional, "De lejos". El video, dirigido por el chileno Ginés Olivares, fue nominado a la categoría al video "Más extraño" de los Berlin Music Video Awards de 2015.
El 26 de agosto de 2016 fue presentado Persona, séptimo álbum de estudio del grupo, en formato de distribución digital. Además, fue publicado en diversas plataformas de streaming. El álbum, grabado nuevamente en los estudios Raf entre enero de 2015 y mayo de 2016, contiene diez canciones con un corte más cercano a la música industrial, el dream pop y la música concreta. El 12 de septiembre se publicó el videoclip de "Navegar", primer sencillo del álbum.

## Discografía
- 1998 – Congelador
- 1999 – Despertar
- 2001 – Iceberg
- 2002 – Cuatro
- 2013 – Cajón
- 2016 – Persona

### EP
- 2008 – Abrigo

### Álbumes en directo
- 2002 – Sala SCD
- 2011 – Damo Suzuki + Congelador

### Álbumes compilatorios
- 2005 – Panorama neutral